# 羅虞臣
羅虞臣（1507年—1541年），字熙載，號皞谿，又號華谷，復號華原，著書時又自称原子，廣東廣州府順德縣人，明朝政治人物。嘉靖己丑進士，官至吏部主事。

## 生平
嘉靖四年（1525年）乙酉科廣東鄉試第十四名，二十三歲登嘉靖八年（1529年）己丑科進士，授建昌府推官，三年任满，擢刑部提牢主事，尋改吏部稽勋司主事，好刚疾恶，因张延龄案，为刘东山所讦，下狱拷掠，廷杖五十，斥为民。既归里，在山中结庐，读书著述，卒年三十五。

## 著作
虞臣志工散文，有《司勋文集》八卷，《四库总目》行于世。

## 家族
曾祖羅子品；祖父羅孫璣；父羅昌甫，母黃氏。重庆下。弟虞牧、虞工、虞獻。